# Caecum textile
Caecum textile är en snäckart som beskrevs av de Folin 1867. Caecum textile ingår i släktet Caecum och familjen Caecidae. Inga underarter finns listade i Catalogue of Life.